# Chlorocoma vulnerata
Chlorocoma vulnerata là một loài bướm đêm trong họ Geometridae.